# Georg-Friedrich Koch (Kunsthistoriker)
Georg-Friedrich Rudolf Wolfram Koch, auch Georg Friedrich Koch (* 1. September 1920 in Börnecke; † 7. Oktober 1994) war ein deutscher Kunsthistoriker.

## Leben
Nach dem Abitur 1939 in Leipzig studierte er von 1939 bis 1940 Kunstgeschichte, Musikwissenschaft und Archäologie an der Universität Leipzig und 1943, 1945–1948 an der Universität Göttingen. Er diente in der Wehrmacht (1940–1943, 1944–1945 Einsatz als Infanterist und nach Verwundung als Sanitäter, zuletzt Unteroffizier). Von 1949 bis 1952 war er wissenschaftlicher Assistent und hatte ab 1950 einen Lehrauftrag am Kunsthistorischen Institut in Leipzig. Von 1952 bis 1958 hatte er einen Lehrauftrag und war ab 1952 Dozent für Kunstgeschichte an der Universität Rostock. Nach der Flucht aus der DDR in die Bundesrepublik Deutschland 1958 erfolgte 1959 die Umhabilitierung, anschließend war er Privatdozent an der Universität Hamburg. Von 1963 bis 1969 lehrte er als apl. Professor für Kunstgeschichte in Hamburg. Von 1969 bis zur Emeritierung 1988 war er Professor für Kunstgeschichte an der TH Darmstadt.